# Slimane Dazi
Pour les articles homonymes, voir Dazi.
Slimane Dazi est un acteur franco-algérien né le 26 mai 1960 à Nanterre.

## Biographie
Né dans une famille modeste d’origine algérienne, Slimane Dazi grandit, avec ses trois sœurs et ses cinq frères, dans la banlieue sud de Cachan. Passionné de football depuis sa plus tendre enfance, c’est au centre de délinquants de Beauvais, entre 15 et 19 ans, qu’il commence à jouer sérieusement, mais il n’aura jamais l’occasion de devenir professionnel. Il se passionne pour le cinéma en regardant le Ciné-Club à la télévision et en fréquentant les salles de cinéma d’art et essai.
Camelot sur les marchés, il décide avec un de ses frères de monter une société de ventousage (qui consiste à réserver des emplacements pour les tournages). Cette activité lui permet de fréquenter le monde du cinéma.
À la quarantaine passée, il fait ses débuts à l’écran en apparaissant dans plusieurs courts-métrages. Il joue notamment dans Quarante frères de Rachid Djaïdani, teaser qui aboutit en 2012 au film Rengaine qui lui vaudra d’être couronné meilleur acteur au Festival « Vues d’Afrique » de Montréal et aux trophées francophones du cinéma de Dakar en 2013. Entre-temps, il interprète un rôle remarqué dans Un prophète de Jacques Audiard.
Il travaille  pour des cinéastes reconnus, parmi lesquels Ismaël Ferroukhi (Les Hommes libres), Jim Jarmusch (Only Lovers Left Alive), Frédéric Schoendoerffer (96 heures) ou Karim Dridi (Chouf). Il est une nouvelle fois sacré meilleur acteur, partagé avec son partenaire Didier Michon, au Festival international du film de Marrakech pour Fièvres d’Hicham Ayouch en 2013.

## Filmographie

### Cinéma

#### Longs métrages
- 2009 : Un prophète de Jacques Audiard : Lattrache
- 2011 : Rabat de Jim Taihuttu et Victor Ponten : l'exportateur
- 2011 : De force de Frank Henry : Farid Boujima
- 2011 : Les Hommes libres d’Ismaël Ferroukhi : Larbi
- 2012 : Rengaine de Rachid Djaïdani : Slimane
- 2013 : Only Lovers Left Alive de Jim Jarmusch : Bilal
- 2013 : Wolf (en) de Jim Taihuttu : le marchand d’armes
- 2014 : Fièvres d’Hicham Ayouch : Karim Zeroubi
- 2014 : 96 Heures de Frédéric Schoendoerffer : Abdel
- 2014 : La Chambre interdite de Guy Maddin et Evan Johnson : Baron Pappenheim
- 2015 : D'une pierre deux coups de Fejria Deliba : Jadil
- 2015 : Orage de Fabrice Camoin : Hakim
- 2015 : Full Contact (en) de David Verbeek : Al Zaim
- 2015 : Chouf de Karim Dridi : le père de Sofiane
- 2016 : Light Thereafter (en) de Konstantin Bojanov : le chauffeur
- 2016 : Débarquement immédiat ! de Philippe de Chauveron : Walid
- 2016 : Les Derniers Parisiens d’Hamé et Ékoué : Arezki
- 2017 : Le Caire confidentiel (The Nile Hilton Incident) de Tarik Saleh : l'homme aux yeux verts
- 2017 : Vénéneuses de Jean-Pierre Mocky : le père de Samir
- 2017 : La Mélodie de Rachid Hami : un détenu
- 2018 : Your Mother Should Know (De Matchmaker) de Jeroen Houben : Gilbert
- 2018 : L'Ange du Mossad d'Ariel Vromen : Sami Sharaf
- 2019 : Terminal Sud de Rabah Ameur-Zaïmeche : Moh
- 2019 : Banlieusards de Kery James et Leïla Sy : Abdel
- 2019 : It Must Be Heaven d'Elia Suleiman : un homme qui fuit la police
- 2020 : Vagabondes de Philippe Dajoux : un médecin
- 2021 : Tom Medina de Tony Gatlif : Ulysse
- 2022 : Une comédie romantique de Thibault Segouin : Ammad
- 2022 : Pour la France de Rachid Hami : Brahim
- 2022 : Le Gang des bois du temple de Rabah Ameur-Zaïmeche : le détective
- 2023 : Cash de Jérémie Rozan : Schumi
- 2023 : Rue des Dames de Hamé et Ékoué : Belka
- 2024 : La Voie du serpent de Kiyoshi Kurosawa
- 2024 : Libre de Mélanie Laurent : Jean-Louis
- 2024 : Shukran de Pietro Malegori : Abu Marwan
- 2025 : Badh de Guillaume de Fontenay : Mansour Khoury

#### Courts métrages
- 2005 : Quarante frères de Rachid Djaïdani : Slimane
- 2006 : Mon chien, moi et Bagdad… de Jérôme Sanchez : Jean Claude
- 2007 : Gourgou de Sacha Chelli : le passeur
- 2007 : Adios el gato de Julien Bachelet
- 2008 : L’étau de Maéwa Rukavina
- 2008 : La fissure de Mohamed Issolah
- 2008 : Deux euros le kilo d’Aaron Walker
- 2009 : Demain à l’aube de Gaël Cabouat
- 2009 : Négropolitain de Gary Pierre-Victor
- 2010 : La dernière valse de Sacha Chelli : Salah
- 2010 : Les yeux baissés de Kamal Lazraq
- 2011 : Et Dieu tua la femme de Sacha Chelli
- 2011 : Ce chemin devant moi d’Hamé : le remorqueur
- 2012 : Fatum de Sarah Marx
- 2012 : Si proche des miens de Baptiste Debraux : le père de Nabil
- 2013 : J’mange pas de porc de Mohamed Belhamar
- 2013 : Vos violences d’Antoine Raimbault : un policier
- 2014 : Totems de Sarah Arnold : Majid
- 2014 : Le Jardin d’Ella de Grégoire Colin
- 2014 : Caïds de François Troukens
- 2015 : La Rivière sous la langue de Carmen Jaquier
- 2015 : Home suite home de Jeroen Houben : le réceptionniste
- 2015 : Crazy Knight de Rafiaa Boubaker
- 2017 : Terrain vague de Latifa Saïd
- 2018 : Mort aux codes de Léopold Legrand : Amine, urgentiste
- 2025 : Paysage après la bataille de João Paulo Miranda Maria : le chasseur

### Télévision

#### Téléfilms
- 2016 : Damoclès de Manuel Schapira : Gab

#### Séries
- 2007 : La Commune, épisode Hérédités de Philippe Triboit : Lakhdar Sarida
- 2008 : Sur le fil, épisode Compte à rebours de Frédéric Berthe : Hichem Mokatoui
- 2008 : Engrenages, saison 2, épisode 7 : Espagnol
- 2011 : De l'encre d’Hamé et Ékoué : Areski
- 2015 : Le Bureau des légendes, saison 1, épisode 7 de Mathieu Demy et épisode 8 de Laïla Marrakchi : le général Lefkir
- 2016 : Braquo, saisons 3 et 4 : Wassim Alcala
- 2018 : El Khawa, saison 2 : Slimane
- 2018 : Escale fatale (Taken Down) de David Caffrey : Samir
- 2020 : Narvalo, saison 1, épisode 3
- 2022 : Oussekine d'Antoine Chevrollier (mini-série) : Miloud Oussekine
- 2022 : Ammo : Alain
- 2024 : Ourika : Racheton

## Distinctions
- 2013 : meilleur acteur au Festival « Vues d’Afrique » de Montréal (Canada), pour Rengaine de Rachid Djaïdani
- 2013 : prix d’interprétation masculine aux trophées francophones du cinéma de Dakar (Sénégal) pour Rengaine de Rachid Djaïdani
- 2013 : prix d’interprétation masculine Festival international du film de Marrakech pour Fièvres d’Hicham Ayouch